# Ada-systeem
Advanced Driver Assistence-systeem (Ada-systeem) is een systeem voor voertuigen dat de gebruiker helpt de rijtaak te vervullen. Deze systemen kunnen onder andere de verkeersveiligheid en de doorstroming verbeteren.

## Toepassingen
- ACC (Adaptieve Cruise Control) Dit systeem vervangt de conventionele cruisecontrol en houdt rekening met zijn voorganger en stemt hier die volgafstand op af.
- LKS (Lane Keeping System) of LDWA (Lane Departure Warning Assistence) Dit systeem waarschuwt bij het onbedoeld verlaten van de rijbaan
- ISA (Intelligente Snelheid Adaptatie) Dit is een systeem in auto's dat de maximumsnelheid reguleert. Er zijn drie varianten:

1. De open variant. Hierbij wordt de bestuurder alleen gewaarschuwd voor het overschrijden van de maximumsnelheid.
2. De half-open variant. Hierbij wordt de bestuurder ontmoedigd in het overschrijden van de maximumsnelheid door bijvoorbeeld een grote tegendruk op het gaspedaal.
3. De gesloten variant. Hierbij is het voor de bestuurder onmogelijk de maximumsnelheid te overschrijden.

- Een systeem dat een waarschuwing geeft vlak voor een aanrijding, met als doel de reactietijd van de bestuurder te verkorten.
- Een systeem dat een aanrijding ziet aankomen en autonoom remt voordat de bestuurder heeft kunnen reageren. Dit systeem spant bijvoorbeeld gelijk de veiligheidsgordels.
- Een systeem dat in de gaten houdt of de bestuurder niet in slaap valt en hem zo nodig wakker maakt door middel van geluid.

## Voordelen

### Verkeersveiligheid
Het hoofddoel van de meeste ADA-toepassingen is het verbeteren van de verkeersveiligheid. Sommige systemen zijn specifiek gericht op de bestuurder. Andere systemen zijn gericht op de externe veiligheid en houden bijvoorbeeld rekening met voetgangers.
De veiligheid wordt verhoogd door automatisch een veilige volgafstand aan te houden. Dit zorgt ervoor dat de bestuurder meer tijd krijgt om te handelen mocht het fout gaan. De veiligheid wordt ook verhoogd doordat de bestuurder door ISA ontmoedigd/ontnomen wordt harder te rijden dan de maximumsnelheid. Dit zorgt ervoor dat de impact kleiner is bij een mogelijk ongeval.

### Comfort
Ook het rijcomfort wordt verhoogd door bepaalde toepassingen. Zo hoeft de bestuurder bij ACC zelf tot op zekere hoogte geen rekening meer te houden met de volgafstand. Dit ontneemt de bestuurder een taak en zorgt dus voor een minder inspannende reis. Dit kan als een voordeel gezien worden voor lange reizen.

### Wegcapaciteit
Op de snelweg is er vaak een grote verscheidenheid aan snelheden en volgafstanden. Met behulp van het ACC- en ISA-systeem ontstaat er een uniforme snelheidsstroom waarbij een grotere dichtheid en hogere gemiddelde snelheid ervoor zorgen dat de weg meer verkeer kan afwikkelen en dat de wegcapaciteit dus stijgt. De systemen veroorzaken dit positieve effect door een uniforme volgafstand en snelheid te hanteren.

## Nadelen

### Hoge kosten
Om dergelijke systemen in elke nieuwe auto te verwezenlijken is een grote investering nodig. Bepaalde systemen worden al toegepast in auto's in het hogere segment zoals de: Mercedes S-klasse en ook Volvo is bezig met een pedestrian protection system.
Het produceren op grote schaal kan uitkomst bieden aan het kostenprobleem. Het zal echter nog tientallen jaren duren voordat elke auto is uitgerust met een geavanceerd ADA-systeem.

### Alertheid
Critici zijn ook bang dat bestuurders te veel gaan vertrouwen op de systemen en gaan denken dat als zij niet gewaarschuwd worden er dus ook geen gevaar is.